# Apollino
Apollino o Apol·lo Mèdicis és el nom d'una escultura antiga conservada en la Galeria degli Uffizi, còpia romana d'un original hel·lenístic que representa Apol·lo en el tipus d'Apol·lo Lici.
Té el cap amb proporcions semblants al de l'Afrodita de Cnidos de Praxíteles, la qual cosa ha fet argumentar que deriva d'un original de Praxíteles, o identifica la peça amb l'estil praxitèlic. Per a altres l'estil n'és eclèctic, barreja de diversos estils del "segon classicisme" d'època romana. La seua posa pot indicar que sostenia un arc al braç esquerre. Es trobà a Roma al s. XVII, tot i que se'n desconeix la procedència exacta. Passà inicialment a la col·lecció Borghese i després a la Vil·la Mèdici', on es registra la peça al 1704. Al contrari que altres escultures antigues d'aquesta col·lecció, no la traslladà a Florència Cosme III, i romangué a Roma fins al 1769-70, quan la dugueren a Florència amb el al Grup Níobe. Tot i que des de llavors fou oblidada, Johann Joachim Winckelmann indicà en la seua correspondència que en la seua època encara era una de les escultures més copiades. Percy Bysshe Shelley l'admirà quan visità la Tribuna dels Uffizi:
| « | (anglès) It is difficult to conceive anything more delicately beautiful than the Ganymede; but the spirit-like lightness, the softness, the flowing perfection of [the Apollino's] forms, surpass it. The countenance, though exquisitely lovely and gentle, is not divine. There is a womanish vivacity of winning yet passive happiness, and yet a boyish inexperience exceedingly delightful. Through the limbs there seems to flow a spirit of life which gives them lightness. Nothing can be more perfectly lovely than the legs, and the union of the feet with the ankles, and the fading away of the lines of the feet to the delicate extremities. It is like a spirit even in dreams. The neck is long yet full, and sustains the head with its profuse and knotted hair as if it needed no sustaining | (traducció) És difícil concebre res més delicadament bell que el Ganimedes; però la lleugeresa de l'esperit, la suavitat, la perfecció que flueix de les formes de l'Apollino, el superen. El rostre, tot i que exquisidament preciós i amable, no és diví. Hi ha una vivacitat femenina de felicitat i una inexperiència infantil molt deliciosa. Per les extremitats sembla que flueix un esperit de vida que els dona lleugeresa. Res no pot ser més perfectament encantador que les cames, i la unió dels peus amb els turmells, i la desaparició de les línies dels peus fins als delicats extrems. És com un esperit fins i tot en somnis. El coll és llarg però ple, i sosté el cap amb els cabells profusos, com si el necessitara. | » |

El 1840 es trencà perquè li caigué al damunt una pintura de la mateixa Galeria Uffizi; i el restaurà Lorenzo Bartolini, que cobrí l'estàtua amb una capa de pintura per distingir-ne els afegits.
A més de les moltes còpies realitzades als s. XVII i XVIII, l'escultor francés Jean Baptiste Vietty feu una còpia de l'Apollino que ara és al Museu de Belles Arts de Lió.

## Altres "Apollinos"
També hi ha una escultura arcaica grega del tipus Curos denominada "Apollino Milani" alMuseu Arqueològic Nacional de Florència, un en relleu, de Niccolò Bazzanti a la Galeria d'Art Pietro Bazzanti de Florència, i un altre al Museu Cívic Revoltella de Triest.